# Suore francescane cooperatrici parrocchiali dell'Assunzione
Le Suore Francescane Cooperatrici Parrocchiali dell'Assunzione (in spagnolo Hermanas Franciscanas Cooperadoras Parroquiales de la Asunción; sigla F.C.P.) sono un istituto religioso femminile di diritto pontificio.

## Storia
Le origini della congregazione risalgono agli inizi degli anni '40 del Novecento quando il sacerdote francescano José Aurelio Fernández Pérez, parroco di San Vicente, riunì una comunità di giovani donne disposte ad aiutarlo nei lavori parrocchiali.
Il fondatore continuò a interessarsi della comunità anche dopo il 1946, quando fu trasferito in Guatemala, e quando nel 1949 fu nominato parroco di San Pedro Sacatepéquez.
L'istituto fu canonicamente eretto nela diocesi di San Marcos il 25 marzo 1957 e fu aggregato all'ordine dei frati minori il 14 settembre 1963.

## Attività e diffusione
Le suore si dedicano all'apostolato parrocchiale.
Sono presenti in Costa Rica, Guatemala, El Salvador, Honduras, Nicaragua e Spagna; la sede generalizia è a Juticalpa, in Honduras.
Alla fine del 2015 l'istituto contava 102 religiose in 26 case.